# ذراع الماون (حبيل جبر)

تعديل مصدري - تعديل

ذراع الماون هي إحدى قرى عزلة حبيل جبر بمديرية حبيل جبر التابعة لمحافظة لحج، بلغ تعداد سكانها 35 نسمة حسب تعداد اليمن لعام 2004.